# Aristocràcia obrera
L'aristocràcia obrera és l'«estrat superior i privilegiat de la classe obrera manual que, per la seva qualificació, per la seva posició estratègica o pel poder de les seves organitzacions, estableix millors condicions per a ella mateixa». Es va desenvolupar als països industrialitzats a Europa i Nord-amèrica des de mijan segle xix.
Karl Marx (1818-1883) va emprar l'expressió a la seva obra El capital, per indicar «la part més ben pagada de la classe obrera […], la seva aristocràcia», i Friedrich Engels (1820-1895) en una carta a Marx el 1858 es neguitejava que «El proletariat anglès és, de fet, cada cop més burgès, de manera que aquesta més burgesa de totes les nacions sembla voler tenir finalment una aristocràcia burgesa i un proletariat burgès al costat de la burgesia.»
Lenin fa servir el concepte en la seva teoria de l'imperialisme per referir-se als treballadors dels països desenvolupats que es beneficien de la plusvàlua extreta dels treballadors dels països depauperats. Aquesta teoria assenyala que les empreses del primer món exploten els treballadors dels països en desenvolupament (on els salaris són molt més baixos) i que això provoca un augment dels beneficis. Mitjançant aquests beneficis, les empreses poden pagar salaris més alts als seus empleats del primer món i això comporta que aquesta classe obrera estigui satisfeta amb el seu nivell de vida i rebutgi la revolució.
Lenin considerava que, a conseqüència d'aquesta pràctica, promoguda per l'imperialisme, la revolució obrera només podria produir-se al principi en un país subdesenvolupat. Hem d'assenyalar que Lenin als seus primers escrits considerava la possibilitat que sorgís en un país desenvolupat, com Alemanya. Posteriorment Ióssif Stalin i Mao també defensarien la teoria de l'aristocràcia obrera.
Aquesta teoria de l'aristocràcia obrera és controvertida en el moviment marxista. Existeixen partits que incideixen en l'esmentada teoria, generalment de caràcter leninista o maoista. Ha destacat per la persistència en aquesta teoria dintre dels partits occidentals, el Moviment Internacionalista Maoista. Els trotskistes tendeixen a rebutjar aquesta teoria i anomenen als seus defensors, despectivament, tercermundistes.
Més recentment, a l'Estat espanyol, es reprotxa al PSOE que aquest partit aficionat de l'statu quo només dona suport a «l'aristocràcia obrera, especialment la burocràtica» sempre al costat dels oligopolis i sense proposar cap perspectiva a treballadors precaris, joves sense futur i petites i mitjanes empreses.